# Lubienka I (gmina)
Lubienka I – dawna gmina wiejska funkcjonująca w Polsce na początku lat 20. XX wieku na Lubelszczyźnie. Siedzibą władz gminy była Huszcza.
Gmina Lubienka I powstała podczas I wojny światowej w związku z podziałem gminy Lubienka na dwie jednostki.
Poniższa tabela przedstawia uproszczony schemat częstych zmian dwóch podstawowych jednostek: południowo-wschodniej i północno-zachodniej, nie posiadających fizycznej łączności ze sobą przez obszar miasta Łomazy (przekształconego w 1870 w gminę Łomazy).
| Rok  | Gmina pd-wsch.   | Gmina pn-zach.    |
| ---- | ---------------- | ----------------- |
| 1868 | gmina Huszcza    | gmina Lubienka    |
| 1880 | gmina Lubienka   | gmina Lubienka    |
| 1921 | gmina Lubienka I | gmina Lubienka II |
| 1925 | gmina Lubienka   | gmina Lubienka    |
| 1926 | gmina Huszcza    | gmina Dubów       |

W okresie międzywojennym gmina Lubienka I należała do powiatu bialskiego w woj. lubelskim. Jednostka składła się z miejscowości: Huszcza, Jusaki, Kopytnik, Koszoły, Lubienka, Łomazy (kolonia), Stastiówka, Studzianka, Szanejki, Zamkowizna i Zaścianek. Początkowo gmina koegzystowała wraz z sąsiednią gminą Lubienka II, lecz później obie jednostki występują jako jedna wspólna gmina Lubienka. Brak informacji o dacie komasacji obu gmin, ale musiało się to wydarzyć po 1 lipca 1923.
W 1926 roku z części gminy Lubienka odpowiadającej obszarowi dawnej gminy Lubienka I powstała gmina Huszcza.